# 藤田香織
藤田 香織（ふじた かおり、1968年3月28日 - ）は三重県生まれの書評家、エッセイスト。

## 略歴
音楽出版社、音楽制作プロダクション勤務の傍らドラマのノベライズ、タレント本の構成などライターとして活動を開始。角川書店の女性情報誌「chouchou」の創刊時にブックレビューを手掛け、1998年にフリーライターとして独立。以降、書評を主に著しネムキ、Hanako、本の雑誌、FRaUなどに連載する。同時期に幻冬舎Webマガジンで日記連載を開始し、2002年「だらしな日記 - 食事と体脂肪と読書の因果関係を考察する」を発売。同作品はおすすめ文庫王国2009年度版のベスト10に入っている。

## 書籍
- だらしな日記 - 食事と体脂肪と読書の因果関係を考察する （2009年10月6日. 幻冬舎. ISBN 978-4344413795）[注 1]
- やっぱりだらしな日記 + だらしなマンション購入記 （2009年12月4日. 幻冬舎. ISBN 978-4344413993）[注 1]
- ホンのお楽しみ （2010年3月12日. 講談社. ISBN 978-4062766050）
- 東海道でしょう! （2013年7月5日. 幻冬舎文庫. ISBN 978-4344420472）杉江松恋共著

### 解説・書評
- 唯川恵 『彼女の嫌いな彼女』『愛なんか』（幻冬舎文庫）『刹那に似てせつなく』（光文社文庫）
- 角田光代『夜かかる虹』（講談社文庫）『恋をしよう。夢をみよう。旅にでよう。』（角川文庫）
- 篠田節子『百年の恋』（集英社文庫）『銀婚式』（新潮文庫）
- 坂木司『ホテルジューシー』（角川文庫）『和菓子のアン』（光文社文庫）『ホリデーイン』（文春文庫）
- 井上荒野『ヌルコイ』（光文社文庫）『さようなら、猫』（光文社文庫）
- 荻原浩『神様からひと言』（光文社文庫）『冷蔵庫を抱きしめて』（新潮文庫）
- 姫野カオルコ『終業式』（角川文庫）『風のささやき　介護する人への１３の話』（角川文庫）
- 誉田哲也『武士道セブンティーン』（文春文庫）『インデックス』（光文社文庫）
- 小池真理子『水底の光』（文春文庫）
- 森絵都『風に舞いあがるビニールシート』（文春文庫）
- 島本理生『生まれる森』（講談社文庫）
- 辻村深月『ぼくのメジャースプーン』（講談社文庫）
- 三浦しをん『三四郎はそれから門を出た』（ポプラ文庫）
- 村田沙耶香『ギンイロノウタ』（新潮文庫）
- 津村記久子『やりたいことは二度寝だけ』（講談社文庫）
- 東山彰良『ラム＆コーク』（光文社文庫）
- 松岡圭祐『ミッキーマウスの憂鬱』 (新潮文庫)
- 真保裕一『レオナルドの扉』（角川文庫）
- 有川浩『キケン』（新潮文庫）
- 朝倉かすみ『ロコモーション』（光文社文庫）
- 森博嗣『そして二人だけになった』（新潮文庫）（講談社文庫）
- 沼田まほかる『彼女がその名を知らない鳥たち』（幻冬舎文庫）
- 大島真寿美『ちなつのハワイ』（ポプラ文庫）『青いリボン』（小学館文庫）
- 平安寿子『ぬるい男と浮いてる女』（文春文庫）『神様のすること』（文春文庫）
- 近藤史恵『桜姫』（角川文庫）『はぶらし』（幻冬舎文庫）『モップの精は旅に出る』（実業之日本社文庫）
- 瀬尾まいこ『ありがとう、さようなら』（MF文庫・ダヴィンチ）『僕らのごはんは明日で待ってる』（幻冬舎文庫）
- 小野寺史宜『ROCKER』（ポプラ文庫）『人生は並盛で』（『牛丼愛』改題／実業之日本社文庫）
- まさきとしか『ある女の証明』（『きわこのこと』改題／幻冬舎文庫）